# Gafallengrat
Der Gafallengrat ist ein 2719 Meter hoher Berg im Schweizer Kanton Uri.

## Lage und Umgebung
Er liegt in der Mitte einer Krete, die am westlich gelegenen Gemsstock (2961 m) beginnt und östlich bis südlich ins Tal der Unteralpreuss abfällt. Nächster bedeutender Ort ist Andermatt, das etwa fünf Kilometer Luftlinie nordwestlich liegt.